# Duel (nouvelle)
Pour les articles homonymes, voir Duel (homonymie).
Duel (titre original : Duel) est une nouvelle fantastique de Richard Matheson, parue en avril 1971.

## Publications

### Publications aux États-Unis
La nouvelle paraît pour la première fois dans le magazine Playboy en avril 1971.

### Publications en France
Elle a été traduite par Brigitte Cirla et publiée pour la première fois en France le 15 mai 1982 dans le no 2 de la revue éphémère Orbites (Nouvelles Éditions Oswald). 
Cette nouvelle est republiée en 2001 dans une nouvelle traduction de Jacques Chambon mais sous le même titre, dans le recueil La Touche finale, chez Flammarion (coll. Imagine) puis en 2004 dans le dernier tome de l'intégrale des nouvelles de Matheson (Nouvelles, tome 3, 1959-2003) aux éditions de poche J'ai lu.

## Résumé
David Mann, représentant en informatique, doit se rendre à un rendez-vous d'affaires en traversant la moitié de la Californie. Mais la route sera plus dure que prévu. Au volant d'une voiture quelconque, il est amené à doubler un énorme poids lourd transportant des matières inflammables. Le routier, qui a gonflé le moteur de ce monstre, ne va plus lâcher David Mann, le talonnant, le percutant, zigzaguant devant lui, le guettant après trois arrêts dans des stations-service. Jamais Mann ne voit le visage du conducteur. Il va devoir trouver une stratégie pour remporter ce duel à mort.

## Adaptation
- 1971 : Duel, téléfilm américain réalisé par Steven Spielberg, diffusé le 13 novembre 1971 sur ABC et exploité ultérieurement en salles dans une version rallongée en 1973.